# Lijst van staatshoofden van Bosnië en Herzegovina
Dit artikel geeft een lijst van staatshoofden van Bosnië en Herzegovina.

## Bestuurlijke geschiedenis
| 1463-1908 | Onderdeel van het Osmaanse Rijk |
| 1878      | Bosnië en Herzegovina wordt onder gezamenlijk Oostenrijk-Hongaars/Osmaans bestuur geplaatst; in feite werd het een Oostenrijkse provincie |
| 1908      | Annexatie door Oostenrijk-Hongarije |
| 1918      | Onderdeel van het Koninkrijk van de Zuid-Slaven (later: Joegoslavië)                                                                      |
| 1929      | Bosnië en Herzegovina wordt verdeeld in de banaten (hertogdommen) Vbras en Drina (Vbraska Banovina en Drinska Banovina)                   |
| 1941-1944 | Bosnië en Herzegovina wordt onderdeel van de Onafhankelijke Staat Kroatië (een fascistische marionettenstaat van nazi-Duitsland)          |
| 1943      | De Antifascistische Raad voor de Bevrijding van Joegoslavië verklaart Bosnië en Herzegovina tot een staat binnen Joegoslavië              |
| 1945      | 2 december: Volksrepubliek Bosnië en Herzegovina (als onderdeel van Joegoslavië)                                                          |
| 1963      | 7 juli: Socialistische Republiek Bosnië en Herzegovina (als onderdeel van Joegoslavië)                                                    |
| 1990      | 20 december: De Republiek Bosnië en Herzegovina wordt uitgeroepen                                                                         |
| 1991      | 21 december: De Servische Republiek (Servïers) scheidt zich af                                                                            |
| 1992      | 3 maart: Bosnië en Herzegovina wordt onafhankelijk                                                                                        |
| 1993-1994 | De staat Herceg-Bosna (Kroatisch) scheidt zich af                                                                                         |
| 1994      | Gezamenlijke Kroatische/moslim federatie (Federatie van Bosnië en Herzegovina)                                                            |
| 1996      | 5 oktober: Bosnië en Herzegovina wordt gecontroleerd door de VN-vredesmacht                                                               |

## Staatshoofden van Bosnië en Herzegovina (1918-heden)

### President van de Opperste Raad van het Nationale Comité van Bosnië en Herzegovina (1918)
| President            | Periode                    |
| -------------------- | -------------------------- |
| Gligorije Jeftanović | november t/m december 1918 |

### Koningen van Joegoslavië (1918-1945)
| Monarch                     | Periode   |
| --------------------------- | --------- |
| Peter I van Joegoslavië     | 1918-1921 |
| Alexander I van Joegoslavië | 1921-1934 |
| Peter II van Joegoslavië    | 1934-1945 |

### Regent (1934-1941)
| Regent                     | Periode   |
| -------------------------- | --------- |
| Prins Paul van Joegoslavië | 1934-1941 |

### Bans van Vrbas (1929-1941)
| Naam                    | Periode   |
| ----------------------- | --------- |
| Svetislav Milosavljević | 1929-1934 |
| Dragoslav Djordjević    | 1934-?    |
| Todor Lazarević         | ?-1941    |

### Bans van Drina (1929-1941)
| Naam              | Periode   |
| ----------------- | --------- |
| Velimir Popović   | 1929-1934 |
| P. Lukić          | 1934-1936 |
| Ilija Popović     | 1936-1940 |
| Stanoje Mihaldzić | 1940-1941 |

### Voorzitter van de Antifascistische Raad voor de Bevrijding van Bosnië en Herzegovina (1943-1945)
| Voorzitter                | Periode   | Partij |
| ------------------------- | --------- | ------ |
| Vojislav-Djedo Kecmanović | 1943-1945 | CPBH   |

### Voorzitters van de Volksassemblée (1945-1974)
| Voorzitter                | Periode   | Partij           |
| ------------------------- | --------- | ---------------- |
| Vojislav-Djedo Kecmanović | 1945-1946 | CPBH             |
| Djuro-Stari Pucar (1x)    | 1946-1948 | CPBH             |
| Vlado Šegrt               | 1948-1953 | CPBBH; 1952 CBBH |
| Djuro-Stari Pucar (2x)    | 1953-1963 | CBBH             |
| Rato Dugonjić (1x)        | 1963-1967 | CBBH             |
| Džemal Bijedić            | 1967-1971 | CBBH             |
| Hamdija Pozderac          | 1971-1974 | CBBH             |

### Presidenten van de Presidentiële Raad (1974-1990)
| President          | Periode   | Partij |
| ------------------ | --------- | ------ |
| Rato Dugonjić (2x) | 1974-1978 | CBBH   |
| Raif Dizdarević    | 1978-1982 | CBBH   |
| Branko Mikulić     | 1982-1984 | CBBH   |
| Milanko Renovica   | 1984-1985 | CBBH   |
| Munir Mesihović    | 1985-1987 | CBBH   |
| Mato Andrić        | 1987-1988 | CBBH   |
| Nikola Filipović   | 1988-1989 | CBBH   |
| Obrad Piljak       | 1989-1990 | CBBH   |

### Voorzitter van de Presidentiële Staatsraad (1990-1996)
| Voorzitter        | Periode   | Partij |
| ----------------- | --------- | ------ |
| Alija Izetbegović | 1990-1996 | SDA    |

### Voorzitters van het Presidentschap van Bosnië en Herzegovina (1996-heden)
Er is een roulerend voorzitterschap.
| Nr.  | Voorzitter                      | Etniciteit | Begin termijn    | Eind termijn     | Partij |
| ---- | ------------------------------- | ---------- | ---------------- | ---------------- | ------ |
| 1    | Alija Izetbegović               | Bosniak    | 5 oktober 1996   | 13 oktober 1998  | SDA    |
| 2    | Živko Radišić                   | Serviër    | 13 oktober 1998  | 15 juni 1999     | SPRS   |
| 3    | Ante Jelavić                    | Kroaat     | 15 juni 1999     | 14 februari 2000 | HDZ    |
| (1)  | Alija Izetbegović (2e termijn)  | Bosniak    | 14 februari 2000 | 14 oktober 2000  | SDA    |
| (2)  | Živko Radišić (2e termijn)      | Serviër    | 14 oktober 2000  | 14 juni 2001     | SPRS   |
| 4    | Jozo Križanović                 | Kroaat     | 14 juni 2001     | 14 februari 2002 | SDP    |
| 5    | Beriz Belkić                    | Bosniak    | 14 februari 2002 | 28 oktober 2002  | SBiH   |
| 6    | Mirko Šarović                   | Serviër    | 28 oktober 2002  | 2 april 2003     | SDS    |
| 7    | Dragan Čović                    | Kroaat     | 2 april 2003     | 10 april 2003    | HDZ    |
| 8    | Borislav Paravac                | Serviër    | 10 april 2003    | 27 juni 2003     | SDS    |
| (7)  | Dragan Čović (2e termijn)       | Kroaat     | 27 juni 2003     | 28 februari 2004 | HDZ    |
| 9    | Sulejman Tihić                  | Bosniak    | 28 februari 2004 | 28 oktober 2004  | SDA    |
| (8)  | Borislav Paravac (2e termijn)   | Serviër    | 28 oktober 2004  | 28 juni 2005     | SDS    |
| 10   | Ivo Miro Jović                  | Kroaat     | 28 juni 2005     | 28 februari 2006 | HDZ    |
| (9)  | Sulejman Tihić (2e termijn)     | Bosniak    | 28 februari 2006 | 6 november 2006  | SDA    |
| 11   | Nebojša Radmanović              | Serviër    | 6 november 2006  | 6 juli 2007      | SNSD   |
| 12   | Željko Komšić                   | Kroaat     | 6 juli 2007      | 6 maart 2008     | SDP    |
| 13   | Haris Silajdžić                 | Bosniak    | 6 maart 2008     | 6 november 2008  | SBiH   |
| (11) | Nebojša Radmanović (2e termijn) | Serviër    | 6 november 2008  | 6 juli 2009      | SNSD   |
| (12) | Željko Komšić (2e termijn)      | Kroaat     | 6 juli 2009      | 6 maart 2010     | SDP    |
| (13) | Haris Silajdžić (2e termijn)    | Bosniak    | 6 maart 2010     | 10 november 2010 | SBiH   |
| (11) | Nebojša Radmanović (3e termijn) | Serviër    | 10 november 2010 | 10 juli 2011     | SNSD   |
| (12) | Željko Komšić (3e termijn)      | Kroaat     | 10 juli 2011     | 10 maart 2012    | SDP    |
| 14   | Bakir Izetbegović               | Bosniak    | 10 maart 2012    | 10 november 2012 | SDA    |
| (11) | Nebojša Radmanović (4e termijn) | Serviër    | 10 november 2012 | 10 juli 2013     | SNSD   |
| (12) | Željko Komšić (4e termijn)      | Kroaat     | 10 juli 2013     | 10 maart 2014    | DF     |
| (14) | Bakir Izetbegović (2e termijn)  | Bosniak    | 10 maart 2014    | 17 november 2014 | SDA    |
| 15   | Mladen Ivanić                   | Serviër    | 17 november 2014 | 17 juli 2015     | PDP    |
| (7)  | Dragan Čović (3e termijn)       | Kroaat     | 17 juli 2015     | 17 maart 2016    | HDZ    |
| (14) | Bakir Izetbegović (3e termijn)  | Bosniak    | 17 maart 2016    | 17 november 2016 | SDA    |
| (15) | Mladen Ivanić (2e termijn)      | Serviër    | 17 november 2016 | 17 juli 2017     | PDP    |
| (7)  | Dragan Čović (4e termijn)       | Kroaat     | 17 juli 2017     | 17 maart 2018    | HDZ    |
| (14) | Bakir Izetbegović (4e termijn)  | Bosniak    | 17 maart 2018    | 20 november 2018 | SDA    |
| 16   | Milorad Dodik                   | Serviër    | 20 november 2018 | 20 juli 2019     | SNSD   |
| (12) | Željko Komšić (5e termijn)      | Kroaat     | 20 juli 2019     | 20 maart 2020    | DF     |
| 17   | Šefik Džaferović                | Bosniak    | 20 maart 2020    | 20 november 2020 | SDA    |
| (16) | Milorad Dodik (2e termijn)      | Serviër    | 20 november 2020 | 20 juli 2021     | SNSD   |
| (12) | Željko Komšić (6e termijn)      | Kroaat     | 20 juli 2021     | 20 maart 2022    | DF     |
| (17) | Šefik Džaferović (2e termijn)   | Bosniak    | 20 maart 2022    | 16 november 2022 | SDA    |
| 18   | Željka Cvijanović               | Servische  | 16 november 2022 | 16 juli 2023     | SNSD   |
| (12) | Željko Komšić (7e termijn)      | Kroaat     | 16 juli 2023     | 16 maart 2024    | DF     |
| 19   | Denis Bećirović                 | Bosniak    | 16 maart 2024    | 16 november 2024 | SDP    |
| (18) | Željka Cvijanović (2e termijn)  | Servische  | 16 november 2024 |                  | SNSD   |

## Afkortingen
- CPBH = Communistische Partij van Bosnië en Herzegovina (enige legale partij 1945-1952)
- CBBH = Communistenbond van Bosnië en Herzegovina (enige legale partij 1952-1990)
- SDA = Partij voor Democratische Actie (gematigd, pacifistisch, voornamelijk de partij van de gematigde Bosniakken)
- SPRS = Socialistische Partij van de Republiek Srpska (sociaaldemocratisch, Servisch-nationaal)
- HDZ = Kroatische Democratische Unie (Kroatisch nationalistisch)
- SDP = Sociaaldemocratische Partij (sociaaldemocratisch, multi-etnisch)
- SBiH = Partij voor Bosnië en Herzegovina (sociaaldemocratisch)
- SDS = Servische Democratische Partij (Servisch nationalistisch)
- SNSD = Alliantie van Onafhankelijke Sociaal-Democraten (sociaal-conservatief)
- DF = Democratisch Front (afsplitsing van de SDP)
- PDP = Partij voor Democratische Vooruitgang (Servisch nationalistisch)